# Converse (Indiana)
Converse és una població dels Estats Units a l'estat d'Indiana. Segons el cens del 2006 tenia 1.147 habitants.

## Demografia
Segons el cens del 2000, Converse tenia 1.137 habitants, 470 habitatges, i 329 famílies. La densitat de població era de 493,3 habitants per km².
Dels 470 habitatges en un 33% hi vivien nens de menys de 18 anys, en un 56% hi vivien parelles casades, en un 11,1% dones solteres, i en un 29,8% no eren unitats familiars. En el 27% dels habitatges hi vivien persones soles el 13,8% de les quals corresponia a persones de 65 anys o més que vivien soles. El nombre mitjà de persones vivint en cada habitatge era de 2,42 i el nombre mitjà de persones que vivien en cada família era de 2,91.
Per edats la població es repartia de la següent manera: un 26% tenia menys de 18 anys, un 6,8% entre 18 i 24, un 29,9% entre 25 i 44, un 22,6% de 45 a 60 i un 14,7% 65 anys o més.
L'edat mediana era de 37 anys. Per cada 100 dones de 18 o més anys hi havia 90,7 homes.
La renda mediana per habitatge era de 33.333$ i la renda mediana per família de 42.813$. Els homes tenien una renda mediana de 35.938$ mentre que les dones 25.441$. La renda per capita de la població era de 16.317$. Entorn del 12,6% de les famílies i el 15,7% de la població estaven per davall del llindar de pobresa.

## Poblacions més properes
El següent diagrama mostra les poblacions més properes.